# دان توماس (لاعب اتحاد الرغبي)
دان توماس (بالإنجليزية: Dan Thomas)‏ هو لاعب اتحاد الرغبي بريطاني، ولد في 11 أكتوبر 1993 في كارماذن ‏ في المملكة المتحدة.